# Casale di Zappino

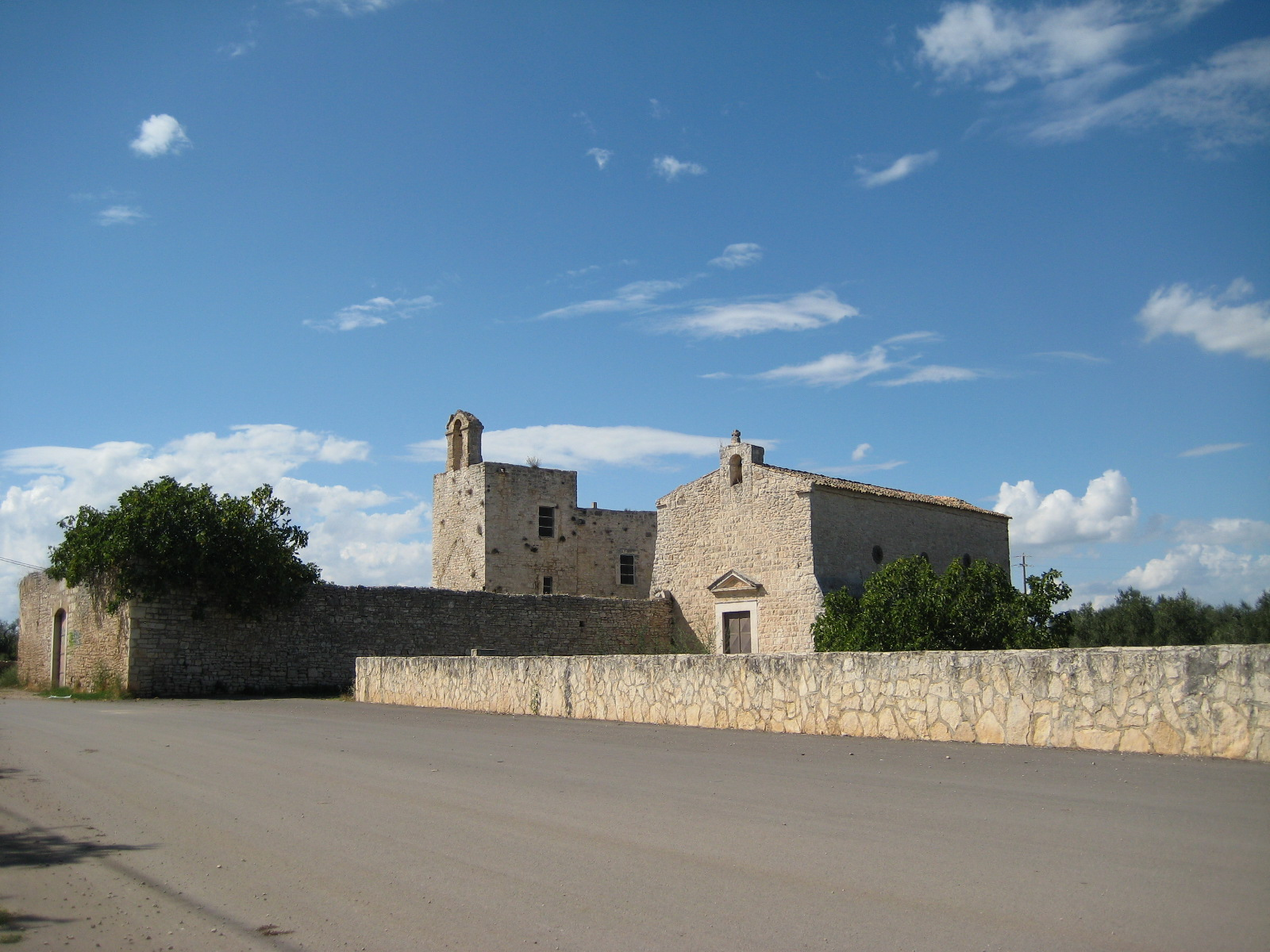
Il casale di Zappino

Il toponimo del casale deriva da sappinus (etim. latino medioevale), una specie di albero di Pino.
 
Il complesso architettonico, ubicato a circa 5 km dalla città in direzione Terlizzi, è costituito da una chiesa di età medioevale, da una cinta muraria e da alcuni corpi di fabbrica.

Nella chiesa del casale si venera una Madonna, apportatrice di piogge e salubrità ai campi, la cui festa si tiene in loco nella prima domenica dopo Pasqua. Il dipinto della Madonna, posto sull'altare, è ad olio su tela.